# Хохлатая база
Хохлатая база (лат. Aviceda subcristata) — вид хищных птиц семейства ястребиных (Accipitridae). Выделяют 13 подвидов. Распространены в Австралии, Индонезии, Папуа-Новой Гвинее и Соломоновых островах.

## Описание
Хохлатая база — коршун среднего размера, длиной от 35 до 46 см и c размахом крыльев от 80 до 105 см. Самки в среднем на 3% крупнее самцов и тяжелее на 2—16%. Масса самок варьируется от 290 до 448 г, а самцов — от 259 до 357 г.
Голова и шея светло-серые. Клюв тёмно-серый или чёрный. Гребень на голове, спина и кроющие перья крыльев коричневого цвета. Хвост серый с широким чёрным кончиком и двумя—тремя неясными полосами. Нижняя часть тела от подбородка до нижней части груди светло-серая, однако у многих особей область горла слегка окрашена в красновато-коричневый цвет. Брюхо, бока и бёдра от беловатого до кремово-белого цвета с поперечными полосами от красновато-коричневого до черновато-коричневого цвета. Радужная оболочка у взрослых особей от лимонно-жёлтого до золотисто-жёлтого цвета, у ювенильных — бледно-жёлтая. Восковица у взрослых особей от сине-серого до сланцевого цвета, у молоди — от кремового до синевато-рогового цвета. Лапы взрослых особей от синевато-белых до бледно-серых, у молодых — от кремовых до бледно-жёлтых.

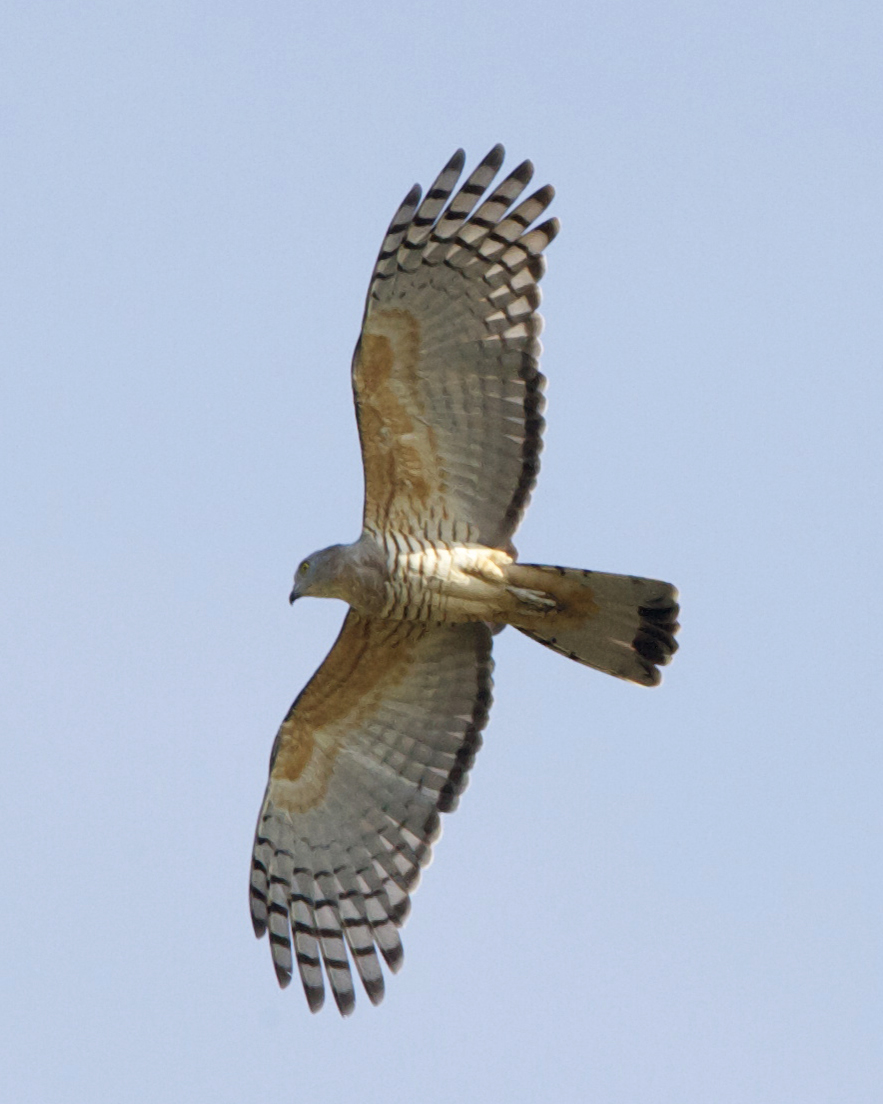
Хохлатая база в полёте

## Биология
Хохлатая база в основном охотится со скрытых или открытых насестов, пикируя, чтобы схватить древесных позвоночных; также добывает корм прямо над верхушками деревьев или, хлопая крыльями, парит в листве или активно карабкается по кронам деревьев, периодически зависая с бьющимися крыльями или вытягиваясь вверх или вниз, чтобы добраться до медленно движущихся насекомых. Пары или небольшие группы часто охотятся сообща на опушках лесов, на лесных полянах, на каменистых склонах, поросших деревьями, а также вдоль водотоков и дорог. В состав рациона входят главным образом крупные насекомые (привиденьевые, богомолы, жуки, кузнечики, гусеницы), древесные лягушки, мелкие ящерицы; редко мелкие млекопитающие, птицы и птенцы. Всеядна, поскольку употребляет плоды инжира и других деревьев. Почти всю добычу собирает с листвы деревьев, но иногда ящериц с утёсов и кузнечиков с земли.
Сезон размножения хохлатой базы приходится в Австралии на период с сентября, октября по февраль, а на Новой Гвинее и Соломоновых островах — с июля по январь. Гнездится в лесных массивах вдоль ручьёв. Гнездо в форме чаши, сооружается из крупных и мелких веток и располагается у конца боковой ветви или в тонкой вертикальной развилке на высоте 6—35 м от земли. Внешний диаметр гнезда составляет от 25 до 40 сантиметров, высота — от 12 до 15 сантиметров. Чаша гнезда имеет глубину от четырёх до пяти сантиметров и выкладывается свежими листьями эвкалипта. В исключительных случаях гнезда бывают значительно крупнее: было обнаружено гнездо диаметром один метр и высотой 75 сантиметров. В кладке два—три яйца. Обе родительские птицы насиживают в течение 29—33 дней. Птенцы полностью оперяются через 32—35 дней.

## Подвиды и распространение
Международный союз орнитологов выделяет 13 подвидов:
- A. s. timorlaoensis (Meyer, 1893) — Малые Зондские острова (Ломбок и Бабар), острова Танимбар, острова в море Флорес, юг и юго-восток Сулавеси
- A. s. rufa (Schlegel, 1866) —	Молуккские острова (Моротай, Дагасули, Бачан, Хальмахера, Тернате, Тидоре и Оби)
- A. s. stresemanni (Siebers, 1930) —	остров Буру
- A. s. reinwardtii (Schlegel & Müller, 1841)	— острова Боано, Серам, Амбон и  Харуку (восток, центр Молуккских островов)
- A. s. pallida (Stresemann, 1913) — острова в море Серам (юг и юго-восток Молуккских островов)
- A. s. waigeuensis Mayr, 1940 — остров Вайгео (архипелаг Раджа-Ампат)
- A. s. obscura Junge, 1956 — остров Биак
- A. s. stenozona (Gray, 1858) — острова Мисоол, Салавати, Батанта (архипелаг Раджа-Ампат), острова Ару и запад, юг и юго-восток Новой Гвинеи
- A. s. megala (Stresemann, 1913) — север Новой Гвинеи и близлежащие острова к северу и юго-востоку
- A. s. coultasi 	Mayr, 1945 — остров Манус (Острова Адмиралтейства, северо-запад архипелага Бисмарка)
- A. s. bismarckii (Sharpe, 1888) — острова Новый Ганновер, Новая Британия и Новая Ирландия (восток архипелага Бисмарка)
- A. s. gurneyi	 (Ramsay, 1882)  — Соломоновы Острова
- A. s. Subcristata (Gould, 1838) — север и восток Австралии (Западная Австралия и Новый Южный Уэльс)